# ミュンヘンオリンピック事件
ミュンヘンオリンピック事件（ミュンヘンオリンピックじけん、ドイツ語：Münchner Olympia-Attentat）は、ミュンヘンオリンピック開催中の1972年9月5日に西ドイツのミュンヘンでパレスチナ武装組織「黒い九月」により行われたテロ事件。実行グループの名前から「黒い九月事件」とも呼ばれる。
テロリスト8人がイスラエル選手の選手村を襲撃して2人を殺害、9人を人質にとって宿舎に籠城し、イスラエルに拘束されているパレスチナ人及び非アラブ人の囚人、西ドイツで投獄されている赤軍派の創設者、アンドレアス・バーダーとウルリケ・マインホフを含む328人の被拘禁者の解放を要求した。やがて交渉は決裂してテロリスト達は警察の手配による海外への逃走を図るが、空港で西ドイツ警察による救出作戦が行われ、銃撃戦や犯人の自爆攻撃により合計17人（人質9人含む選手11人、警察官1人、犯人5人）が死亡する大惨事となった。

## 事件の経緯

### 事件背景
本事件の犯人は、レバノン、シリア、ヨルダンの難民キャンプから来た「黒い九月」に所属するパレスチナ人テロリストで、リーダーのルッティフ・アフィフ（コードネーム:イッサ）、副リーダーのユスフ・ナザール（トニー）、そしてアフィフ・アハメド・ハミド（パオロ）、ハリド・ジャワード（サラー）、アハメド・チク・ター（アブ・ハラ）、モハメド・サファディ（バドラン）、アドナン・アル・ガシェイ（デナウィ）、そしてアル・ガシェイの従兄弟ジャマル・アル・ガシェイ（サミール）の8人である。
作家サイモン・リーブによると、リーダーのアフィフ（ユダヤ人の母とキリスト教徒の父を持つ）とナザール、そして友人一人は、ミュンヘンオリンピック選手村でそれぞれ働いており、数週間かけて攻撃するターゲットを探していたという。イスラエル人と同じ宿舎を使用していたウルグアイのオリンピック代表団の選手たちは、後の事件発生後の24時間以内に、ナザールを見つけたと主張したが、当時はナザールが選手村の関係者であると認識されていたため、特に不審に思われなかった。テロリストの他のメンバーは襲撃の数日前、電車と飛行機でミュンヘンに入った。
（以下本稿の表記はすべて現地時間）事件前日である9月4日夜、イスラエル選手団はミュンヘンの宿舎（現:オリンピック・パーク）に戻る前に、 『屋根の上のバイオリン弾き』の公演を鑑賞し、その主演であるイスラエル人俳優シュムエル・ロデンスキーと食事をして夜を過ごした。チームバスでの帰路、選手の一人が息子を泊まらせてくれるように頼んだが、これを拒否した。結果的に息子はこれにより難を逃れることとなった。

### 事件発生
9月5日4時40分頃、選手たちの就寝中、「黒い九月」の服を着たメンバー8名が敷地のフェンスを乗り越えて侵入した。この時、彼らがフェンスを乗り越えるのを目撃している警備員がいたが、リュックサックを背負っていたこともあり、夜間に外出した選手達が人目を忍んで戻ってきただけだと思い、気に留めなかったという。
イスラエル選手団の宿舎を発見したメンバーは、持ち込んだAK-47等の自動小銃や手榴弾などで武装・覆面した上で、午前4時頃に選手村内のイスラエル選手団宿舎へ突入した。犯人グループは上階のイスラエル選手団居住フロアに侵入、施錠されていない正面玄関から中に入った。選手の一人ヨセフ・グートフロイントは物を引っ掻くような音で目が覚めた。周りに注意を向けると、銃を持った覆面の男たちがドアを開けようとしているのが見えた。グートフロイントは眠っている選手たちを起こして状況を伝え、自身は進入を防ぐために135キログラムの重りをドアに投げつけた。その隙に重量挙げコーチのトゥヴィア・ソコロフスキーが窓から脱出した。一方で、レスリングコーチのモシェ・ワインバーグは格闘したが負傷したうえ拘束され、選手たちを捜索するように強制された。テロリストをアパート2の前まで誘導する最中、ワインバーグは住民はイスラエル人ではないと嘘を吐き、6人のレスラーと重量挙げ選手がいるアパート3に誘い込んだ。これは、ワインバーグが力の強い彼らならテロリストを撃退する可能性が高いと踏んで行動したものだが、選手は皆、眠っていたこともあり簡単に制圧された。
アパート3の選手たちはワインバーグの宿舎へと戻されたが、負傷したワインバーグは再びテロリストに抵抗し、一人を気絶させ、フルーツナイフでもう一人を切りつけたが、自身も別のテロリストに射殺された。また重量挙げ選手のヨセフ・ロマーノもテロリストの一人を攻撃して負傷させた後に銃撃され負傷、そのまま失血死した。テロリストは、死亡したワインバーグを庭先に放置したのち、9名を人質に取った。ロマーノの遺体は室内に放置された。人質は手足首を縛られたうえて互いにひもでつながれ、さらに殴打されて骨折した者もいた。なお、この襲撃時にレスリング選手だったガド・ツォバリが窓から脱出しており、彼が一時拘束された中での唯一の生存者である。
午前5時30分頃、巡回していた警察官がワインバーグの遺体を発見する。その際に立てこもる黒い九月側に気づき、事件が発覚した。黒い九月の占拠部隊は、宿舎から2ページの宣言文からなる犯行声明を警察側へ投げ入れ、イスラエルに収監されているパレスチナ人のほか、日本赤軍の岡本公三やドイツ国内で収監中のドイツ赤軍幹部など234名を午前9時までに解放するよう要求した。この事件は、午前6時20分にはテレビの生中継で報道が始まり、事件の最後まで実況中継されることとなる。

### 交渉
地元警察は、やむを得ず時間稼ぎのため交渉を行うことにした。午前8時45分頃、ミュンヘン警察本部長はオリンピック関係者2人とともに玄関先で占拠部隊のリーダーと交渉を行い、まだイスラエル当局と協議中であることにし、期限を午後0時にまで延長させた。ただし、解放されなければ人質2人を射殺する条件であった。西ドイツは、事件発覚直後からイスラエルとの交渉を開始していたが、イスラエルの首相ゴルダ・メイアはこの要求を拒否するとともに、イスラエル国防軍部隊による事態解決を西ドイツに打診するが、西ドイツの法律は外国軍の国内での活動を制限していたこともあり、西ドイツ側は自国で対応するとして拒否した（イスラエルの特殊部隊派遣は西ドイツ側に侮辱だとして受け取られてしまうと思ったために、打診すらしなかったという説もある）。
これにより、西ドイツ当局は交渉による解決を一切断念し、武力のみの解決を実施することになった。しかし、この時点では当局側は占拠部隊の正確な人数を把握していなかったため、「イスラエルと交渉中である」と騙し何度も期限延長させていた。
午後5時頃、当局側はオリンピック関係者を人質の確認と称して宿舎へ潜入させることに成功した。このオリンピック関係者がそのとき見た占拠部隊のメンバーの人数は5人であることから、当局側は5人と断定して突入の準備を行い、地元警察側に突入部隊を編成して突入直前までいったが、テレビやラジオで実況中継されていたため、テレビを見ていた占拠部隊に気がつかれてしまい中止することになった。
その後、交渉が行なわれ、占拠部隊は飛行機でエジプトの首都カイロへ脱出することを要求し、当局はそれに合意した。午後10時ごろ、占拠部隊と人質は宿舎の地下から当局が用意したバスで宿舎から200m離れた草地へ移動、そこから2機のヘリコプターで空港まで行き、その後は用意された飛行機に乗り移って国外に脱出する手筈であった。だがこれは表向きの話で、実際はバスでの移動途中、もしくは空港で犯人グループを狙撃し、人質を解放する計画であった。

### 終結

#### 救出作戦

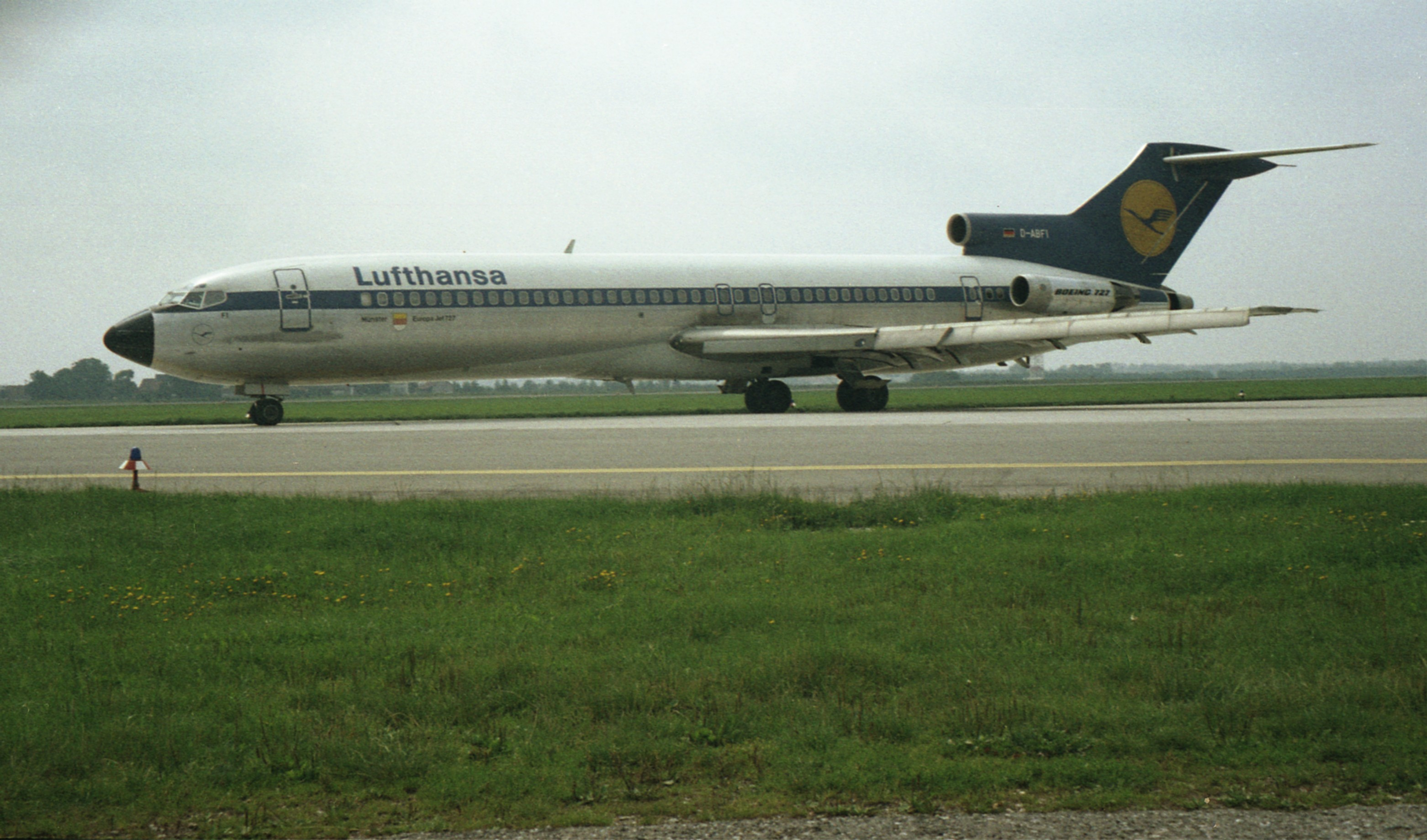
ルフトハンザ航空のボーイング727

午後10時30分、占拠部隊と人質を乗せたヘリコプター2機がフュルステンフェルトブルック空軍基地（Fürstenfeldbruck）に隣り合って着陸した。基地には、占拠部隊を狙撃するために警察官が待ち構えていた。狙撃する警察官は軽装で、H&K G3自動小銃（アサルトライフル）の一般警察用モデルを使用し、管制塔バルコニーに3人と滑走路上に2人が向かい合うように配置されていた。しかし装備が不十分で、機内での防御も不十分だったため、警官たちは任務を放棄して抗命した（後述）。より大規模で重武装した集団を制圧しようとするのは、5人の警察の狙撃手だけとなった。この時すでにヘリコプターが基地に接近していたため、作戦計画を調整することができなかった。連邦国境警備隊の内務省連絡官であったウルリッヒ・ヴェゲナー中尉は、「これできっと作戦全体が台無しになるのは確実だ」と述べた。
着陸後、4人のパイロットが最初に降り、占拠部隊は警察との合意通りヘリコプター客室のドアを開けた。占拠部隊のリーダー「イッサ」（アフィフ）と副リーダー「トニー」（ナザール）は安全の確認のために、用意されたルフトハンザドイツ航空のボーイング727へ向かうことにした。作戦計画ではパイロットは混乱を避けるため北に向かうことになっていたが、占拠部隊のうち2人がすでに脱出していたため、脱出を阻止した。一方、作戦部長のウルフは空軍基地の塔の屋根に待機していたが、この段階でも占拠部隊の正確な人数をまだ把握していなかった。さらに、占拠部隊はヘリコプターの回転翼の影に隠れていたため、肉眼で監視するのも難しかった。この状況になることは昼間の計画では考慮されていなかった。
占拠部隊2人がヘリコプターのパイロットを脅迫し、その間に「イッサ」と「トニー」は727機に向けて出発した。ウルフはまずヘリコプター内にいる4人のパイロットの安全を確保するため、狙撃手2人が管制塔の北側の欄干に陣取り、パイロットを脅している占拠部隊2人を狙った。彼らは発砲準備に入ったが、パイロットが射線上にいたため、発砲命令は遅れた。その間に「イッサ」と「トニー」はボーイング727に到着した。事前の計画では機内に警察官を配置して待ち伏せを行う予定であったが、直前の抗命事件のために機内には誰もおらず、機内を点検した2名は案内役すらいないことを不審に思い、ヘリコプターへ走って逃げ戻った。2人が東側のヘリコプターに到達しかけた時、滑走路上の狙撃手の1人が発砲し、外したものの2人とも地面に身を伏せた。タワーにいた狙撃兵2名も発砲、「イッサ」は太ももを負傷したが、そのまま「トニー」と共にヘリコプターまでたどり着き、ローターブレードの影に隠れて基地の塔に立てこもる警官側に応射した。これに対し警官側も応戦を始め、銃撃戦になった。地上の狙撃兵はこれに介入できなかった。
銃撃戦は1時間にわたって断続的に続いた。シュライバー警察署長は3名の警官に、飛行場に配置された狙撃兵への火力支援を指示した。警官3名はワルサーPP拳銃と予備の弾倉、無線機1台で武装し、管制塔のふもとの壁の後ろに待機した。そこは2機のヘリコプターが着陸した場所の真向かいだった。銃撃戦の中、チームリーダーのアルヴェド・セメラクより20メートルほど離れていたところにいたアントン・フリーガーバウアーに弾丸が命中、フリーガーバウアーは死亡した。セメラクは、救急隊員が駆けつけるまで状況を理解できなかったのだという。
占拠部隊はヘリコプターに立てこもり、狙撃手として配置されていた警官隊は装備が不十分なため応援部隊を待つことにした。空港周辺に詰めかけたマスコミと野次馬による交通渋滞に阻まれて到着が大幅に遅れた応援部隊は、事態がほぼ収束した午後11時30分頃、ようやく現場に到着した。一方で、イスラエルの安全保障専門家がアラビア語で「降伏しろ。そうすれば命は助ける」と占拠部隊に呼びかけたが、占拠部隊は応じなかった。

#### 結末
最終的に、ゲリラの1人が手投げ弾で自爆し、人質が乗ったヘリコプターが爆発、炎上した。人質たちは、両手を後ろ手に縛られ、目隠しのまま、数珠つなぎにされていたため逃げることができなかった。結果的に人質9名全員と警察官1名が死亡するなどという最悪の結末で事件は終結した。犯人側は8名のうちリーダーを含む5名が死亡し、残りの3名は逃走を図るが、その後、逮捕された。だがこの3名は同年10月29日のルフトハンザ航空615便ハイジャック事件で解放されることになる。
イスラエルではオリンピックの中止を求めるデモも起きたが、反ユダヤ的言動で知られたアベリー・ブランデージIOC会長の命令により続行が指示された。9月6日午前10時からオリンピック・スタジアムで8万人の観衆を集めて、イスラエル選手団の追悼式が行われた。同日午後4時50分、オリンピックは34時間ぶりに再開された。

## 死亡者

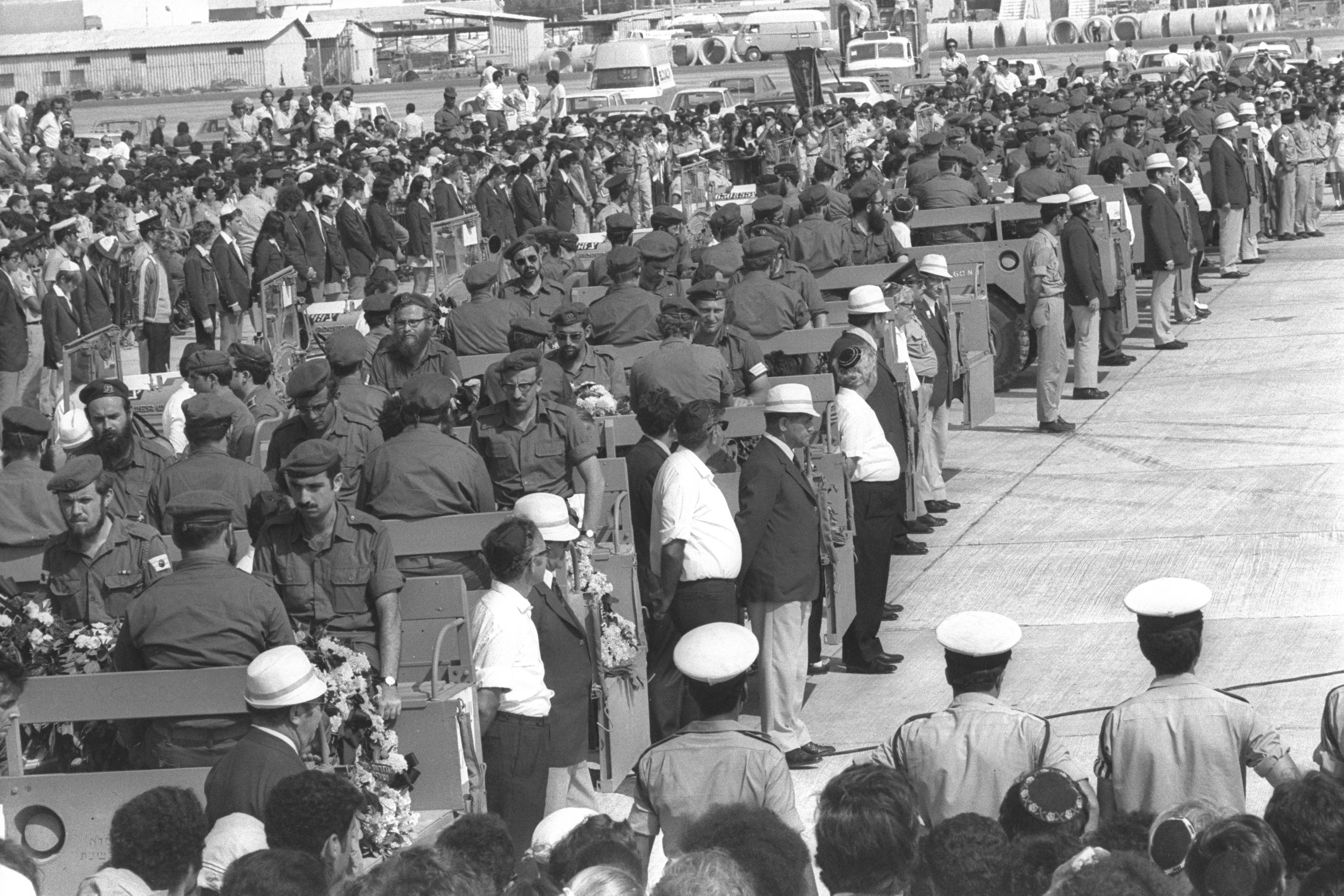
ロッド空港で犠牲者の棺を乗せたイスラエル軍用車

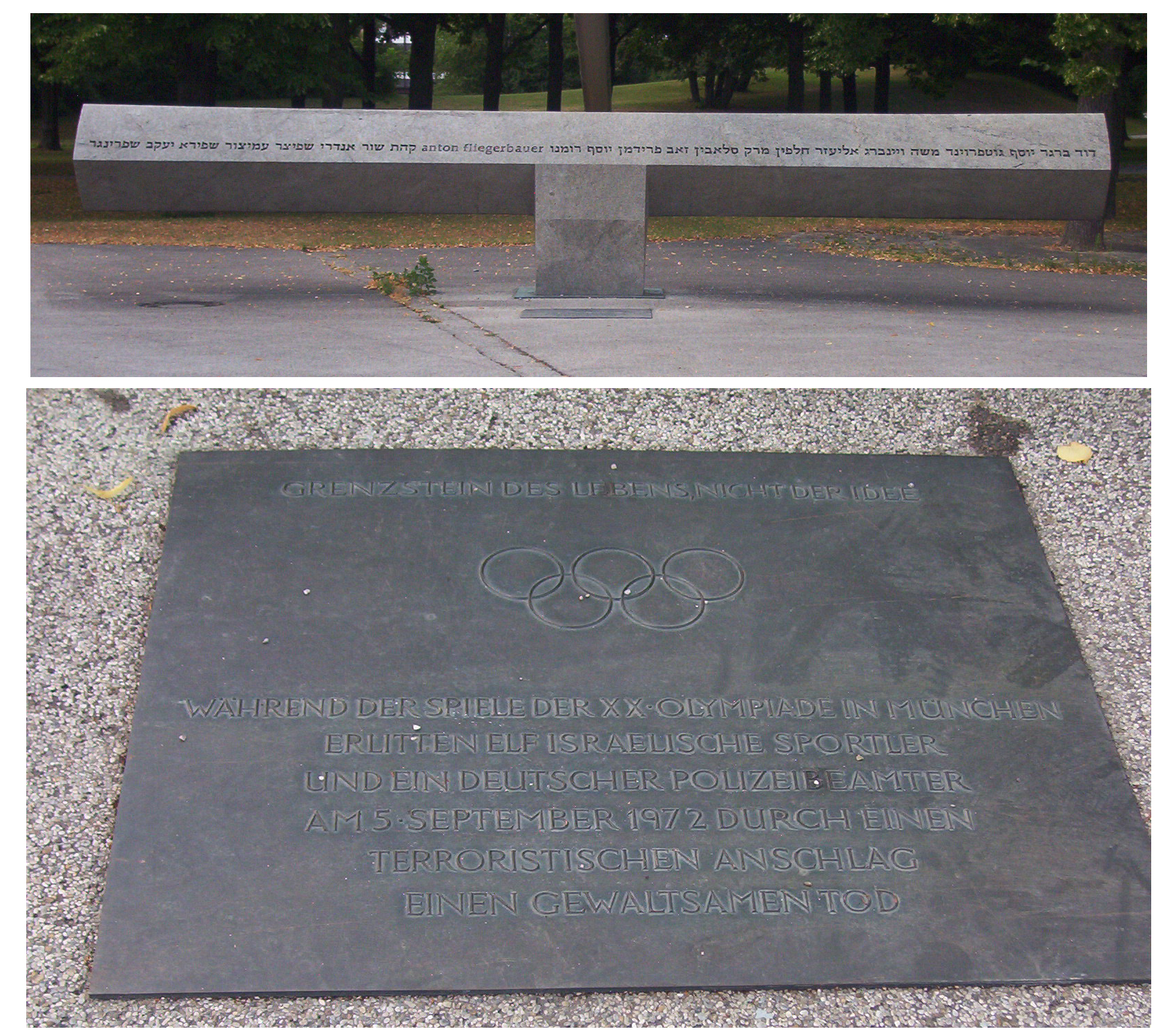
ミュンヘンオリンピック公園に設置された犠牲者の慰霊プレート

### 人質
()内の数字は年齢
- モシェ・ワインバーグ(32) - レスリングコーチ
- ユセフ・ロマーノ（英語版）(32) - ウェイトリフティング選手
- ゼエブ・フリードマン（英語版）(28) - ウェイトリフティング選手
- ダヴィド・バーガー（英語版）(28) - ウェイトリフティング選手
- ヤコブ・シュプリンガー（英語版）(51) - ウェイトリフティング審判員
- エリゼル・ハルフェン（英語版）(24) - レスリング選手
- ユセフ・グロフロント（英語版）(40) - レスリング審判員
- ケハト・シュル（英語版）(53) - 射撃コーチ
- マーク・スラヴィン（英語版）(18、人質最年少) - レスリング選手
- アンドレ・シュピッツァー（英語版）(27) - フェンシングコーチ
- アミツール・シャピラ（英語版）(40) - 陸上コーチ

### 警察官
- アントン・フリーガーバウアー（ドイツ語版）

### 犯人
- ルッティフ・アティフ（英語版）
- ユスフ・ナザール（英語版）
- アフィフ・アハメド・ハミド（英語版）
- カリド・ジャワード（英語版）
- アハメド・チク・ター

## 人質救出作戦の失敗要因
この事件では、以下の失敗が被害拡大を招いたとされる。
主な要因としては、
- 人質救出作戦に従事した警察官のほとんどは地元警察の一般警察官であり、現場指揮官や実行者には、テロ対策などの高度な専門訓練を受けた経験がほとんど無かった
- 情報が不足していた上、マスコミの実況中継で警察の動きは犯行グループ側に筒抜けだった
- 基地には簡易な作業灯しかなく、強力な照明装置や暗視装置等が無かったにもかかわらず深夜の狙撃を断行した
- 当時は携帯型無線が大型で、運用には大規模設備と専門要員が必要であったため部署や現場間での連絡が困難であった
- 狙撃手の銃はスコープの付いていない通常型の警察用アサルトライフル（H&K G3）であったため[注釈 2]、精度の高い射撃が行えず、作戦上必要な高度な狙撃ができる状況ではなかった
- 犯人は4・5人しか居ないという間違った情報（正確には8人）から作戦を立てたために5人の狙撃手しか用意しておらず、その「狙撃手」にしても射撃の成績が良いという理由で集められた一般警察官であり、狙撃の専門的な訓練を受けていなかった
- ヘリコプターが所定の位置とは異なる場所に着陸したため、着陸段階から狙撃が不可能になっていたにもかかわらず、計画をそのまま続行させた
- 犯人を油断させるために用意したルフトハンザ機には、警察側が待ち伏せを準備していたが、待ち伏せ配置に就かされた警察官に与えられた装備は拳銃と少数の機関短銃であり、自動小銃や手榴弾を装備しているテロリストグループに対しては不十分で、これを理由に直前で抗命されたので、急遽、多数決による意思決定を行い、反対多数であったので、警察官達は機内にいるよりは外に出てテログループと対決しようとなった。これは前述のようにテロリストを警戒させ、作戦の破綻を決定的にした

などが挙げられている。
これらの多くは、州権主義・平和主義的な色彩の強いボン基本法上の制約によって、西ドイツ警察が爆弾などで武装したテロリストに対抗するだけの装備を持たず、また訓練も行わなかったことや、平時における西ドイツ連邦軍のドイツ国内での（準）軍事行動が認められていなかったことに起因する。

## その後
西ドイツ当局はこの事件について、公式に調査・検証を行うことなどはしていない。しかし西ドイツ政府はこの事件の結果を受け、1972年9月に連邦国境警備隊傘下の対テロ特殊部隊として「第9国境警備群（GSG-9）」を創設した。GSG-9は、1977年にパレスチナ解放人民戦線（PFLP）のテロリスト4名が起こしたルフトハンザ航空181便ハイジャック事件に際して実戦投入され、イギリス軍の特殊部隊SASの支援の下ハイジャックされた181便（ボーイング737-200）に強行突入し、僅か5分で犯人4名のうち3名を射殺・1名を逮捕。突入前に犯人によって射殺された機長を除き、乗員乗客に犠牲者を出すことなく事件を解決した。
また、狙撃に失敗した教訓を取り入れて、西ドイツ当局は銃器メーカー各社にセミオート式の狙撃銃の設計を依頼した。これに応じH&K社がPSG-1を、ワルサー社がWA2000を開発し、西ドイツ当局はPSG-1を正式採用している。この事件をきっかけとして、先進国は遠距離からの狙撃が行える.50口径（0.50インチ=12.7mm）クラスの大口径ライフルの開発を行った（対物ライフル#歴史を参照）。
この事件を機に以後の大会では選手村の警備が強化され、関係者以外の出入りを厳しく規制するようになった。なお、事件後の1973年12月28日に、イスラエル選手団居住棟がマックス・プランク研究所に寄付され、集会所などとして利用されることになった。
2021年7月23日に行われた、東京オリンピックの開会式で、襲撃され死亡したイスラエル選手団への黙祷が初めて行われた。ロイター通信やイスラエルのメディアによると、事件の遺族はそれまでも国際オリンピック委員会に対し、開会式での黙祷を求めていたが、初めて実現したという。
事件の影響と、それを受けて設立されたGSG-9の成功によって、諸外国でも対テロ特殊部隊の設立が相次いだ。
西ドイツ
- 連邦国境警備隊 第9国境警備群 (GSG-9)
- 州警察 特別出動コマンド (SEK)

東ドイツ
- 人民警察第9中隊 (ドイツ再統一後はSEKに吸収)

フランス
- フランス国家警察 捜査介入部 コマンド対策部隊（フランス語版） (BRI-BAC)
- フランス国家警察 国家警察介入部隊 (GIPN)
- 国家憲兵隊治安介入部隊 (GIGN)

イタリア
- 特殊介入部隊 (カラビニエリ)

イギリス
- SAS 対革命戦部隊 (CRWウィング、パゴダ中隊)

日本
- 警視庁 第六機動隊 特科中隊 (後の警視庁特殊部隊(SAT))
- 大阪府警察 第二機動隊 零中隊 (後の大阪府警察特殊部隊(SAT))

ソビエト連邦
- KGB アルファ部隊

## イスラエルによる報復作戦
この事件に対し、イスラエル政府は報復として空軍にPLOの基地10カ所の空爆を命じた（イスラエルによるシリア・レバノン空爆 (1972年)）。これにより、65名から200名が死亡した。9月16日には、空爆に加えてイスラエル軍の地上部隊がレバノン領南部に侵攻。アラブ・ゲリラの基地、拠点群に攻撃を加えたが、短期間でイスラエル領内へ引き揚げている。

### 神の怒り作戦

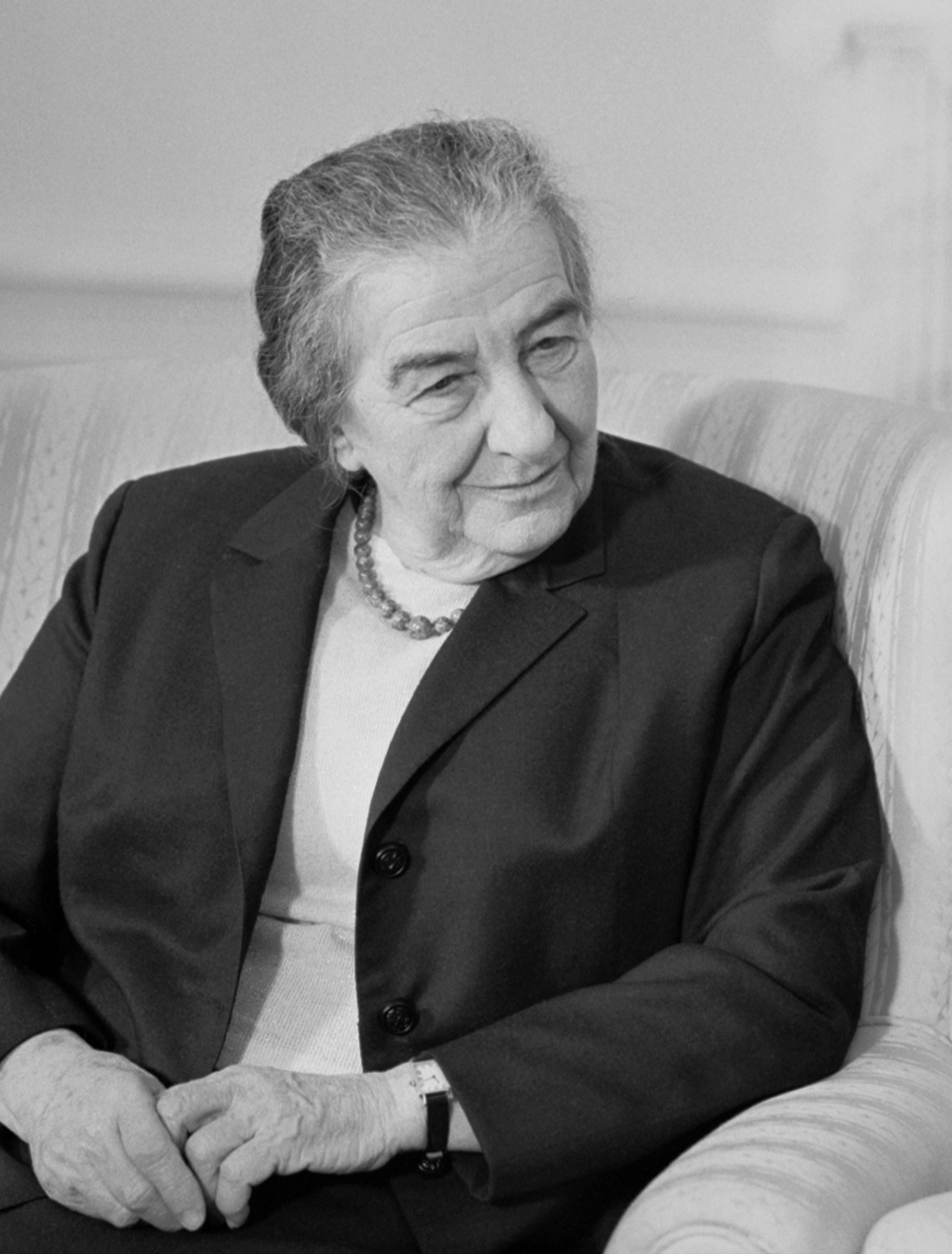
ゴルダ・メイア首相

イスラエルは空爆に続いて、さらなる報復および同様のテロの再発を防ぐことを名目に、黒い九月メンバーの暗殺を計画。ゴルダ・メイア首相と上級閣僚で構成される秘密委員会を設置した。委員会はイスラエル諜報特務庁（モサド）に対して、ミュンヘンオリンピック事件に関与した者の情報収集を行なわせ、これに基づき委員会は暗殺の対象を決定、モサドの「カエサレア」と呼ばれる特殊部隊に暗殺を指示していたとされる。この秘密作戦には「神の怒り作戦」もしくは「バヨネット作戦」というコードネームがつけられているとされる。

### 作戦の開始
最初に暗殺されたのはアラファト議長のいとこで翻訳家のワエル・ズワイテルであった。黒い九月のメンバーでもあった彼は、1972年10月16日、ローマの自宅アパート内で射殺されている。その後もモサド工作員はターゲットを銃、あるいはリモコン式の爆弾で次々と暗殺した。
1972年12月8日、黒い九月のブレーン的存在であったマフムド・ハムシャリ博士がパリのアパート内に仕掛けられた爆弾で負傷。彼はこの時の怪我がもとで1か月後に死亡。1973年1月24日にはPLOとソ連KGBのリエゾンであったフセイン・アバト・アッ・シルがキプロスの首都ニコシアのホテルで爆殺された。

### 黒い九月の反撃
黒い九月も反撃を開始し、モサドの工作員、協力者などを殺害している。1972年11月13日、モサドの情報提供者であるパリ在住のシリア人ジャーナリストが射殺され、翌年1月26日にはモサド工作員のバルク・コーエンがマドリードの目抜き通りで射殺された。

### ベイルート特攻作戦
イスラエル国防軍とモサドは1973年4月9日、ベイルートにあるPLOと黒い九月の幹部らが宿泊していたアパートを奇襲した（イスラエルによるレバノン襲撃 (1973年)）。PLOの公式スポークスマンであるカマル・ナサラ、黒い九月の幹部ユーセフ・ナジャール及びカマル・アドワンの3名を殺害。この時、暗殺部隊はイスラエルから船でベイルートに移動し、敵の目を欺くために半数は女装していたが、警備兵に気付かれて銃撃戦になり、強行突入の末に幹部を射殺したとされる。当時のベイルートはPLOの本拠地であり、敵中における軍事作戦であった。
部隊を指揮していたのは後のイスラエル首相となるエフード・バラックで、彼も女装して幹部らのアパート襲撃に加わった。その後も暗殺は続けられ、1973年6月28日には黒い九月の欧州責任者モハメド・ブーディアがパリで車に仕掛けられた爆弾により死亡している。

### 暗殺計画の露呈
モサドによる暗殺計画は、人違いにより無関係な一般市民を射殺したことから明るみに出ることになる。ノルウェーのリレハンメルで1973年7月21日、モサドはミュンヘンオリンピック事件の黒幕とされるアリ・ハッサン・サラメらしき男性がバス停にいるところを射殺したが、この男性は全く無関係のモロッコ人であった。
この事件でモサド工作員5名はノルウェー捜査機関に逮捕され、車や名簿などが押収された。この時逮捕された工作員が、ヨーロッパ各国におけるモサドの暗殺計画を自白したため、ヨーロッパ各国はイスラエルの行動に懸念を示すことになるが、モサドによるサラメの暗殺計画は続行された。

### サラメの暗殺
その後、モサドはベイルートにサラメがいることを突き止めると、イギリス国籍を持つ女性工作員のエリカ・チャンバースをベイルートへ派遣する。チャンバースは難民を支援する慈善活動家を名乗ってベイルートで活動し、サラメの行動確認を行った。1979年1月22日、暗殺部隊とチャンバースは彼の車が通る場所に車爆弾を仕掛け、通過した際に彼を車ごと爆破して殺害した。チャンバースは暗殺後すぐに出国して姿を消し、サラメの殺害により作戦は終結したとされる。
これらの作戦についてイスラエルとモサドは正式な発表を行なっていないが、20名以上のパレスチナ武装組織の人間が暗殺されたといわれる。2005年に公開されたスティーヴン・スピルバーグ監督の映画『ミュンヘン』はこの「神の怒り作戦」に関わったアヴナー（仮名）という工作員の実話に基づくものとされている。しかし、イスラエル政府やモサドの元高官などはこの事を否定している。
神の怒り作戦により多くのパレスチナ人が暗殺されたが、一方で暗殺をかろうじて免れた人物も存在する。黒い九月の創設者で事件の首謀者でもあるアブ・ダウードは、この作戦とは別に、1977年1月にパリで逮捕された。2010年7月に腎不全で死去するまで暗殺を免れた。

## 関連作品

### 映画
『セプテンバー5』
2024年制作のドイツ・アメリカ合衆国の映画。
ミュンヘンオリンピック事件が起きた時の報道側スタッフたちを中心に描いた作品。報道時のジレンマや、報道したことで警察の動きが犯人側に筒抜けになった事例などが報道側のドキュメンタリーに近い形で描かれている。

### 放送
- ナショナルジオグラフィックチャンネル 衝撃の瞬間4 第3話「ミュンヘンオリンピック事件」
- アナザーストーリーズ 運命の分岐点　ミュンヘン五輪テロ事件 “平和の祭典”は問い続ける（NHK、放送日: 2024年3月15日）[31]